# Arnór Gunnarsson (Skirennläufer)
Arnór Þorkell Gunnarsson (* 25. April 1971 in Ísafjörður) ist ein ehemaliger isländischer Skirennläufer.

## Karriere
Arnór Gunnarsson bestritt 1994 seine ersten FIS-Rennen. Ende 1995 kam er erstmals im Europa- sowie im Weltcup zum Einsatz. Zudem nahm er im Slalom und Riesenslalom an den Alpinen Skiweltmeisterschaften 1996, 1997 und 1999 teil. Darüber hinaus ging er bei den Olympischen Winterspielen 1998 im Slalomrennen an den Start, konnte dieses jedoch nicht beenden. Sein letztes FIS-Rennen bestritt er am 2. April 2000 in Ísafjörður.